# Ліпеланенг
Ліпеланенг (англ. Lipelaneng) — одна з місцевих громад, що розташована в районі Бута-Буте, Лесото. Населення місцевої ради у 2006 році становило 30 320 осіб.